# Rio Chandless
O rio Chandless é um curso de água que banha o Peru e o estado do Acre, do Brasil. É afluente do rio Purus.